# Liste der Flughäfen in Simbabwe
Die Liste der Flughäfen in Simbabwe enthält die wichtigsten Flughäfen in Simbabwe.
Zu den zehn Flughäfen werden jeweils die Kenndaten IATA-Code, ICAO-Code, Nutzung, Art der Landebahn und die Stadt, in der sich der jeweilige Flughafen befindet, angegeben.

## Wichtigste Flughäfen in Simbabwe
| Name des Flughafens            | IATA-Code | ICAO-Code | Nutzung | Landebahn   | Stadt          |
| ------------------------------ | --------- | --------- | ------- | ----------- | -------------- |
| Flughafen Buffalo Range        | BFO       | FVCZ      | Zivil   | Asphaltiert | Chiredzi       |
| Flughafen Bulawayo             | BUQ       | FVBU      | Zivil   | Asphaltiert | Bulawayo       |
| Flughafen Harare International | HRE       | FVHA      | Zivil   | Asphaltiert | Harare         |
| Flughafen Hwange National Park | HWN       | FVWN      | Zivil   | Asphaltiert | Hwange         |
| Flughafen Hwange Town          | WKI       | FVWT      | Militär | Asphaltiert | Hwange         |
| Flughafen Kariba               | KAB       | FVKB      | Zivil   | Asphaltiert | Kariba         |
| Flughafen Masvingo             | MVZ       | FVMV      | Zivil   | Asphaltiert | Masvingo       |
| Flughafen Mutare               | UTA       | FVMU      | Privat  | Asphaltiert | Mutare         |
| Flughafen Thornhill            | GWE       | FVTL      | Militär | Asphaltiert | Gweru          |
| Flughafen Victoria Falls       | VFA       | FVFA      | Zivil   | Asphaltiert | Victoria Falls |